# Pierre Berthier

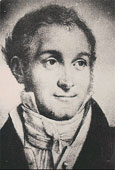
Pierre Berthier

Pierre Berthier (Nemours, 3 juli 1782 – 24 augustus 1861) was een Franse mineraloog en geoloog.
Berthier is vooral bekend geworden door zijn ontdekking van een erts bij Les Baux-de-Provence. Hij noemde dit terre d'alumine des Baux, naar de vindplaats. Het staat tegenwoordig bekend als bauxiet. Voorts leverde hij bijdragen aan methodes om metalen uit ertsen te zuiveren en om fosfaat te ontginnen voor meststof.
Berthier overleed op 79-jarige leeftijd. Hij is een van de 72 Fransen wier namen in reliëf op de Eiffeltoren zijn aangebracht.
- Bibliothèque nationale de France: cb12552005j (data)
- Gemeinsame Normdatei: 116149078
- International Standard Name Identifier: 0000 0000 8143 4804
- SNAC: w6794ztz
- Système universitaire de documentation: 133809927
- Virtual International Authority File: 64119606